# 德尔特
德尔特是德国莱茵兰-普法尔茨州的一个市镇。总面积5.15平方公里，总人口510人，其中男性276人，女性234人（2011年12月31日），人口密度99人/平方公里。